# Hans Pflügler
Hans Pflüger (Freising, 1960. március 27. –) világbajnok német labdarúgó, hátvéd.

## Pályafutása

### Klubcsapatban
1967-ben az SV Vötting-Weihenstephan csapatában kezdte a labdarúgást. 1975-ben igazolta le a Bayern München, ahol 1979-ben mutatkozott be a Bayern második együttesében. 1981-ben mutatkozott be az élvonalban, ahol 1992-ig szerepelt. A következő öt idényben ismét a második csapat tagja volt, de 1995-ben egy mérkőzésre visszatért az élvonalba. 1997 és 2001 között az SE Freising játékosa volt. A 2001–02-es idényben ismét a Bayern II-ben szerepelt. 2002 és 2005 között visszatért az SE Freisinghez és itt fejezte be az aktív labdarúgást.
Pflügler okleveles mérnökként tevékenykedik a civil életben.

### A válogatottban
1987 és 1990 között 11 alkalommal szerepelt a nyugatnémet válogatottban. Tagja volt az 1988-as hazai Európa-bajnokságon bronzérmet nyert és az 1990-es világbajnok csapatnak Olaszországban.

## Sikerei, díjai
NSZK
- Világbajnokság
  - világbajnok: 1990, Olaszország
- Európa-bajnokság
  - bronzérmes: 1988, NSZK

 Bayern München
- Nyugatnémet bajnokság (Bundesliga)
  - bajnok (5): 1984–85, 1985–86, 1986–87, 1988–89, 1989–90
- Nyugatnémet kupa (DFB-Pokal)
  - győztes (3): 1982, 1984, 1986
- Bajnokcsapatok Európa-kupája (BEK)
  - döntős: 1981–82